# Riccardo Orsolini
Riccardo Orsolini (1997. január 24. –) olasz válogatott labdarúgó, 2019-től a Bologna játékosa.

## Pályafutása

### Ascoli
2016-ig végigjárta a korosztályos lépcsőfokokat. A 2016–2017-es szezonban 22-szer lépett pályára a felnőtt csapatában, négyszer volt eredményes és négy gólpasszt jegyzett a Serie B-ben.
2015. április 2-án debütált csereként a felnőtt csapatban, a mérkőzés 77.percében, váltva Mustacchiot.
2016. október 15-én az olasz másodosztály 9. fordulójában Hellas Verona FC csapata elleni találkozon hazai pályán a 71. percben találtbe. Csapata 4–1-es arányban kikaptak. Október 29-én a 12. fordulóban a Carpi otthonában az ő dublájával nyert a csapata.
December 10-én a Latina csapata elleni találkozon a mérkőzés 49.percében volt eredményes, a csapat 2–2-es döntetlenre végzet.

### Juventus
2017. január 31-én leigazolta a Juventus csapata 6 millió euróért. A szélsőként és csatárként is bevethető futballista 2021 júniusáig szóló szerződést kötött a Juventusszal, de a két klub megállapodása értelmében a jelenlegi szezon végéig kölcsönben az Ascolinál marad.

### Atalanta
2017. július 14-én két évre kölcsönbe került az 
Atalantához.
2017. szeptember 17-én a Chievo Verona elleni bajnoki mérkőzésen Timothy Castagne cseréjeként debütált új klubjában, a mérkőzés 1–1-es döntetlennel végződött.

### Válogatott
Az Olasz -U20-as válogatottban eddig tizenkétszer lépett pályára és nyolc gólt szerzett.
2017. szeptember 1-én debütált az Olasz U21-es válogatott barátságos mérkőzésen Spanyol U21-es válogatott elleni, melyet 3–0-ra elveszítettek.

## Pályafutása statisztikái

### Klubcsapatokban
2019. április 20-án lett frissítve
| Klub                        | Szezon         | Bajnokság      | Bajnokság       | Bajnokság | Kupa            | Kupa  | Európa          | Európa | Egyéb           | Egyéb | Összesen        | Összesen |
| Klub                        | Szezon         | Bajnokság      | Pályára lépések | Gólok     | Pályára lépések | Gólok | Pályára lépések | Gólok  | Pályára lépések | Gólok | Pályára lépések | Gólok    |
| --------------------------- | -------------- | -------------- | --------------- | --------- | --------------- | ----- | --------------- | ------ | --------------- | ----- | --------------- | -------- |
| Ascoli                      | 2014–2015      | Lega Pro       | 1               | 0         | —               | —     | —               | —      | —               | —     | 1               | 0        |
| Ascoli                      | 2015–2016      | Serie B        | 9               | 0         | —               | —     | —               | —      | —               | —     | 9               | 0        |
| Ascoli (részben kölcsönben) | 2016–2017      | Serie B        | 41              | 8         | 1               | 0     | —               | —      | —               | —     | 41              | 8        |
| Atalanta (kölcsönben)       | 2017–2018      | Serie A        | 8               | 0         | 1               | 0     | 1               | 0      | —               | —     | 10              | 0        |
| Bologna (kölcsönben)        | 2017–2018      | Serie A        | 8               | 0         | 0               | 0     | 0               | 0      | —               | —     | 8               | 0        |
| Bologna (kölcsönben)        | 2018–2019      | Serie A        | 30              | 5         | 2               | 2     | —               | —      | 32              | 7     |                 |          |
| összesen                    | összesen       | összesen       | 38              | 5         | 2               | 2     | 0               | 0      | 0               | 0     | 40              | 7        |
| Teljes karrier              | Teljes karrier | Teljes karrier | 96              | 13        | 4               | 2     | 1               | 0      | 0               | 0     | 101             | 15       |

### Olaszország U21-es válogatottban
Legutóbb 2019. március 21-én lett frissítve.
| Riccardo Orsolini mérkőzései az Olaszország U21-es válogatottban | Riccardo Orsolini mérkőzései az Olaszország U21-es válogatottban | Riccardo Orsolini mérkőzései az Olaszország U21-es válogatottban | Riccardo Orsolini mérkőzései az Olaszország U21-es válogatottban | Riccardo Orsolini mérkőzései az Olaszország U21-es válogatottban | Riccardo Orsolini mérkőzései az Olaszország U21-es válogatottban | Riccardo Orsolini mérkőzései az Olaszország U21-es válogatottban | Riccardo Orsolini mérkőzései az Olaszország U21-es válogatottban |
| Dátum                                                            | Helyszín                                                         | Házigazda                                                        | Végeredmény                                                      | Vendég                                                           | Verseny                                                          | Megjegyzés                                                       | Gól                                                              |
| ---------------------------------------------------------------- | ---------------------------------------------------------------- | ---------------------------------------------------------------- | ---------------------------------------------------------------- | ---------------------------------------------------------------- | ---------------------------------------------------------------- | ---------------------------------------------------------------- | ---------------------------------------------------------------- |
| 2017. szeptember 1.                                              | Toledo, Spanyolország                                            | Spanyolország U21-es                                             | 3−1                                                              | Olaszország U21-es                                               | Barátságos mérkőzés                                              | 66'                                                              | −                                                                |
| 2017. szeptember 4.                                              | Cittadella, Olaszország                                          | Olaszország U21-es                                               | 4−1                                                              | Szlovén U21-es                                                   | Barátságos mérkőzés                                              | 70'                                                              | 1                                                                |
| 2017. október 5.                                                 | Budapest, Magyarország                                           | Magyarország U21-es                                              | 2−6                                                              | Olaszország U21-es                                               | Barátságos mérkőzés                                              | 46'                                                              | 1                                                                |
| 2017. október 10.                                                | Ferrara, Olaszország                                             | Olaszország U21-es                                               | 4−0                                                              | Marokkó U21-es                                                   | Barátságos mérkőzés                                              | 63'                                                              | −                                                                |
| 2017. november 11.                                               | Frosinone, Olaszország                                           | Olaszország U21-es                                               | 3−2                                                              | Oroszország U21-es                                               | Barátságos mérkőzés                                              | 58'                                                              | 1                                                                |
| 2018. szeptember 6.                                              | Dunaszerdahely, Szlovákia                                        | Szlovák U21-es                                                   | 3−2                                                              | Olaszország U21-es                                               | Barátságos mérkőzés                                              | 58'                                                              | −                                                                |
| 2018. szeptember 11.                                             | Cagliari, Olaszország                                            | Olaszország U21-es                                               | 3−1                                                              | Albánia U21-es                                                   | Barátságos mérkőzés                                              | 67'                                                              | −                                                                |
| 2018. október 11.                                                | Udine, Olaszország                                               | Olaszország U21-es                                               | 0−1                                                              | Belgium U21-es                                                   | Barátságos mérkőzés                                              | 59'                                                              | −                                                                |
| 2018. október 15.                                                | Vicenza, Olaszország                                             | Olaszország U21-es                                               | 2−0                                                              | Tunézia U21-es                                                   | Barátságos mérkőzés                                              | 60'                                                              | −                                                                |
| 2018. november 15.                                               | Ferrara, Olaszország                                             | Olaszország U21-es                                               | 1−2                                                              | Anglia U21-es                                                    | Barátságos mérkőzés                                              | 81'                                                              | −                                                                |
| 2018. november 19.                                               | Reggio Emilia, Olaszország                                       | Olaszország U21-es                                               | 1−2                                                              | Németország U21-es                                               | Barátságos mérkőzés                                              | 83'                                                              | −                                                                |
| 2019. március 21.                                                | Trieszt, Olaszország                                             | Olaszország U21-es                                               | 0−0                                                              | Ausztria U21-es                                                  | Barátságos mérkőzés                                              | 59'                                                              | −                                                                |
| Összesen:                                                        |                                                                  | részvétel:                                                       | 12                                                               |                                                                  |                                                                  | gólok:                                                           | 3                                                                |

### Olaszország U20-as válogatottban
| Riccardo Orsolini mérkőzései az Olaszország U20-as válogatottban | Riccardo Orsolini mérkőzései az Olaszország U20-as válogatottban | Riccardo Orsolini mérkőzései az Olaszország U20-as válogatottban | Riccardo Orsolini mérkőzései az Olaszország U20-as válogatottban | Riccardo Orsolini mérkőzései az Olaszország U20-as válogatottban | Riccardo Orsolini mérkőzései az Olaszország U20-as válogatottban | Riccardo Orsolini mérkőzései az Olaszország U20-as válogatottban | Riccardo Orsolini mérkőzései az Olaszország U20-as válogatottban |
| Dátum                                                            | Helyszín                                                         | Házigazda                                                        | Végeredmény                                                      | Vendég                                                           | Verseny                                                          | Megjegyzés                                                       | Gól                                                              |
| ---------------------------------------------------------------- | ---------------------------------------------------------------- | ---------------------------------------------------------------- | ---------------------------------------------------------------- | ---------------------------------------------------------------- | ---------------------------------------------------------------- | ---------------------------------------------------------------- | ---------------------------------------------------------------- |
| 2016. október 6.                                                 | Gorgonzola, Olaszország                                          | Olaszország U20-as                                               | 3−0                                                              | Lengyelország U20-as                                             | Négy nemzet versenye                                             | 46'                                                              | 1                                                                |
| 2016. október 11.                                                | Seregno, Olaszország                                             | Olaszország U20-as                                               | 2−4                                                              | Svájc U20-as                                                     | Négy nemzet versenye                                             | 46'                                                              | 1                                                                |
| 2016. november 10.                                               | Rovereto, Olaszország                                            | Olaszország U20-as                                               | 0−1                                                              | Németország U20-as                                               | Négy nemzet versenye                                             | 46'                                                              | −                                                                |
| 2017. március 23.                                                | Wrocław, Lengyelország                                           | Lengyelország U20-as                                             | 3−1                                                              | Olaszország U20-as                                               | Négy nemzet versenye                                             | 65'                                                              | 1                                                                |
| 2017. május 10.                                                  | Firenze, Olaszország                                             | Olaszország U20-as                                               | 0−0                                                              | Venezuela U20-as                                                 | Barátságos mérkőzés                                              | 46'                                                              | −                                                                |
| 2017. május 21.                                                  | Szuvon, Dél-Korea                                                | Olaszország U20-as                                               | 0−1                                                              | Uruguay U20-as                                                   | 2017-es U20-as világbajnokság                                    | 52'                                                              | −                                                                |
| 2017. május 24.                                                  | Szuvon, Dél-Korea                                                | Dél-Afrika U20-as                                                | 0−2                                                              | Olaszország U20-as                                               | 2017-es U20-as világbajnokság                                    |                                                                  | 1                                                                |
| 2017. május 27.                                                  | Cheonan-si, Dél-Korea                                            | Japán U20-as                                                     | 2−2                                                              | Olaszország U20-as                                               | 2017-es U20-as világbajnokság                                    | 81'                                                              | 1                                                                |
| 2017. június 1.                                                  | Cheonan-si, Dél-Korea                                            | Franciaország U20-as                                             | 1−2                                                              | Olaszország U20-as                                               | 2017-es U20-as világbajnokság                                    | 81'                                                              | 1                                                                |
| 2017. június 5.                                                  | Szuvon, Dél-Korea                                                | Zambia U20-as                                                    | 2−3 (h.u.)                                                       | Olaszország U20-as                                               | 2017-es U20-as világbajnokság                                    | 117'                                                             | 1                                                                |
| 2017. június 8.                                                  | Csondzsu, Dél-Korea                                              | Olaszország U20-as                                               | 1−3                                                              | Anglia U20-as                                                    | 2017-es U20-as világbajnokság                                    | 28'                                                              | 1                                                                |
| 2017. június 11.                                                 | Szuvon, Dél-Korea                                                | Uruguay U20-as                                                   | 0−0 h.u.(1−4 bün.)                                               | Olaszország U20-as                                               | 2017-es U20-as világbajnokság                                    | 57'                                                              |                                                                  |
| Összesen:                                                        |                                                                  | részvétel:                                                       | 12                                                               |                                                                  |                                                                  | gólok:                                                           | 8                                                                |

## Játékstílusa
Orsolini egy gyors iramú ballábas jobbszélső, kiválóan tud lőni.

## Sikerei, díjai
- U20-as világbajnokság Aranycipő : 2017
- U20-as világbajnokság gólkirálya (5 gól): 2017[16]